# Jim Miller (lutador)
James Andrew Miller (Sparta, 30 de agosto de  1983) é um lutador estadunidense de MMA. Lutava anteriormente na categoria dos pesos-penas no Cage Fury Fighting, estando atualmente lutando na divisão dos pesos-leves do UFC. Ele é o irmão mais novo do lutador de MMA Dan Miller.

## Início
Miller começou a treinar MMA em 2005, quando iniciou seus treinos na Planet Jiu Jitsu com seu irmão Dan Miller. No esporte, ele começou como  lutador de wrestling. Miller competiu em campeonatos de wrestling quando estava no ensino médio na Sparta High School em Sparta, Nova Jersey, tendo continuado como universitário da Virginia Tech. Atualmente ele ostenta a faixa preta de Jiu-Jitsu Brasileiro orientado por Jamie Cruz.

## Carreira
Miller teve sua primeira luta profissional em 19 de novembro de 2005 contra Eddie Fyvie no Reality Fighting 10. Miller controlou a luta inteira e venceu por decisão unânime. Miller conseguiu mais duas vitórias no Reality Fighting, com uma vitória usando um  mata leão contra Kevin Roddy e um  Triângulo com Joe Andujar. As vitórias rápidas de Miller lhe garantiram uma disputa de título com Muhsin Corbbrey para o Titulo de Peso Pena. Miller montou em  Corrbrey na segunda rodada e socou seu oponente antes de finalizar com um Armbar e vencer. No Reality Fighting 14, Miller lutou com Frankie Edgar para o Titulo de Pesos leves. Edgar controlou a luta, mas Miller conseguiu aplicar uma Guilhotina no final da rodada. Edgar conseguiu desvencilhar-se do golpe e venceu a luta por decisão unânime.
Nas semanas anteriores ao Reality Fighting 14, a Planet Jiu-Jitsu faliu. Miller começou a treinar na American Martial Arts em Whippany, New Jersey com seu irmão Dan em Janeiro de  2007.

### Ultimate Fighting Championship
Jim e seu irmão Dan assinaram com o UFC e Jim fez sua estréia no UFC 89 onde venceu David Baron através de mata-leão na  terceira rodada. No UFC 100, Miller ganhou uma luta sangrenta por decisão unânime sobre Mac Danzig.
Miller foi escalado para lutar com Thiago Tavares em 19 de Setembro de  2009 no UFC 103, mas Tavares declinou devido a uma lesão no joelho ocorrida durante os treinamentos. O novato do UFC Steve Lopez substituiu Tavares. Miller venceu a luta após Lopez machucar o ombro na segunda rodada.
Miller era esperado para enfrentar Tyson Griffin em 2 de  Janeiro de 2010 no UFC 108, mas uma lesão fez Griffin desistir da luta. Sean Sherk concordou em lutar em seu lugar, em vez de lutar com Rafaello Oliveira. Entrementes, Sean Sherk desistiu da luta devido a uma lesão, sendo trocado por Duane Ludwig. Miller venceu por finalização aos 2:31 do Segundo round.
Miller enfrentou Mark Bocek em 27 de Março de 2010 no UFC 111. Após três rounds de disputa, Miller venceu por decisão unânime, tendo sua vitória sido muita criticada depois.
Miller lutou com Gleison Tibau no  UFC Fight Night 22 vencendo por Decisão unânime.
Miller enfrentou Charles Oliveira em 11 de Dezembro de  2010 no UFC 124.  Miller derrotou Oliveira via chave de joelho no primeiro round.
Em 19 de março de 2011, Miller venceu o iraniano Kamal Shalorus no UFC 128 por nocaute técnico.
Miller derrotou Fabrício Camões em 28 de Dezembro de 2014 no UFC 168 por finalização com uma chave de braço no primeiro round.
Miller era esperado para enfrentar Bobby Green no UFC 172, porém Green se lesionou dias antes do evento e foi substituído por Yancy Medeiros. Ele venceu por finalização (guilhotina) no primeiro round.
Jim Miller enfrentou Donald Cerrone em 16 de Julho de 2014 no UFC Fight Night: Cerrone vs. Miller e foi derrotado por nocaute após Cerrone acertar um chute em sua cabeça.
Miller era esperado para enfrentar Paul Felder em 18 de Abril de 2015 no UFC on Fox: Machida vs. Rockhold. No entanto, uma lesão tirou Felder da luta e ele foi substituído pelo iraniano Beneil Dariush. Ele foi derrotado por decisão unânime.
Miller substituiu Rustam Khabilov e enfrentou Danny Castillo em 25 de Julho de 2015 no UFC on Fox: Dillashaw vs. Barão II. Ele venceu a luta por decisão dividida.
Ele agora é esperado para enfrentar Michael Chiesa em 10 de Dezembro de 2015 no UFC Fight Night: VanZant vs. Calderwood.

## Vida pessoal
Jim casou-se em 2008.
 O casal teve sua primeira filha, Amelia, em junho de 2010.

## Cartel no MMA
| Cartel no MMA   |             |             |
| 53 lutas        | 35 vitórias | 17 derrotas |
| Por nocaute     | 6           | 2           |
| Por finalização | 19          | 3           |
| Por decisão     | 10          | 12          |
| No contest      | 1           | 1           |

| Res.    | Cartel    | Oponente            | Método                                  | Evento                                     | Data       | Round | Tempo | Local                         | Notas                                                           |
| ------- | --------- | ------------------- | --------------------------------------- | ------------------------------------------ | ---------- | ----- | ----- | ----------------------------- | --------------------------------------------------------------- |
| Derrota | 37-18 (1) | Bobby Green         | Decisão (unânime)                       | UFC 300: Pereira vs. Hill                  | 13/04/2024 | 3     | 5:00  | Las Vegas, Nevada             | Quebrou o recorde de mais lutas na história do UFC (44).        |
| Vitória | 37-17 (1) | Gabriel Benitez     | Finalização                             | UFC Fight Night: Ankalaev vs. Walker 2     | 13/01/2024 | 3     | 3:25  | Las Vegas, Nevada             |                                                                 |
| Vitória | 36-17 (1) | Jesse Buttler       | Nocaute técnico (socos)                 | UFC Fight Night: Kara-France vs. Albazi    | 03/06/2023 | 1     | 0:23  | Las Vegas, Nevada             |                                                                 |
| Derrota | 35-17 (1) | Alexander Hernandez | Decisão (unânime)                       | UFC Fight Night: Andrade vs. Blanchfield   | 18/02/2023 | 3     | 5:00  | Las Vegas, Nevada             |                                                                 |
| Vitória | 35-16 (1) | Donald Cerrone      | Finalização (guilhotina)                | UFC 276: Adesanya vs. Cannonier            | 02/07/2022 | 2     | 5:00  | Las Vegas, Nevada             |                                                                 |
| Vitória | 34-16 (1) | Nikolas Motta       | Nocaute técnico (socos)                 | UFC Fight Night: Walker vs. Hill           | 19/02/2022 | 2     | 1:58  | Las Vegas, Nevada             |                                                                 |
| Vitória | 33-16 (1) | Erick Gonzalez      | Nocaute (soco)                          | UFC Fight Night: Ladd vs. Dumont           | 16/10/2021 | 2     | 0:14  | Las Vegas, Nevada             |                                                                 |
| Derrota | 32-16 (1) | Joe Solecki         | Decisão (unânime)                       | UFC on ABC: Vettori vs. Holland            | 10/04/2021 | 3     | 5:00  | Las Vegas, Nevada             |                                                                 |
| Derrota | 32-15 (1) | Vinc Pichel         | Decisão (unânime)                       | UFC 252: Miocic vs. Cormier 3              | 15/08/2020 | 3     | 5:00  | Las Vegas, Nevada             | Quebrou o recorde de mais lutas na história do UFC (36).        |
| Vitória | 32-14 (1) | Roosevelt Roberts   | Finalização (chave de braço)            | UFC on ESPN: Blaydes vs. Volkov            | 20/06/2020 | 1     | 2:25  | Las Vegas, Nevada             | Luta no peso casado (160 lbs); Performance da Noite.            |
| Derrota | 31-14 (1) | Scott Holtzman      | Decisão (unânime)                       | UFC Fight Night: Anderson vs. Błachowicz 2 | 15/02/2020 | 3     | 5:00  | Rio Rancho, Novo México       | Luta da noite.                                                  |
| Vitória | 31-13 (1) | Clay Guida          | Finalização Técnica (guilhotina)        | UFC on ESPN: Covington vs. Lawler          | 03/08/2019 | 1     | 0:58  | Newark, Nova Jersey           |                                                                 |
| Vitória | 30-13 (1) | Jason Gonzalez      | Finalização (mata leão)                 | UFC Fight Night: Jacaré vs. Hermansson     | 27/04/2019 | 1     | 2:12  | Sunrise, Florida              | Performance da noite.                                           |
| Derrota | 29-13 (1) | Charles Oliveira    | Finalização (mata leão)                 | UFC on Fox: Lee vs. Iaquinta II            | 15/12/2018 | 1     | 1:15  | Milwaukee, Wisconsin          |                                                                 |
| Vitória | 29-12 (1) | Alex White          | Finalização (mata leão)                 | UFC 228: Woodley vs. Till                  | 08/09/2018 | 1     | 1:29  | Dallas, Texas                 |                                                                 |
| Derrota | 28-12 (1) | Dan Hooker          | Nocaute (joelhada)                      | UFC Fight Night: Barboza vs. Lee           | 21/04/2018 | 1     | 3:00  | Atlantic City, New Jersey     |                                                                 |
| Derrota | 28-11 (1) | Francisco Trinaldo  | Decisão (unânime)                       | UFC Fight Night: Brunson vs. Machida       | 28/10/2017 | 3     | 5:00  | São Paulo                     |                                                                 |
| Derrota | 28-10 (1) | Anthony Pettis      | Decisão (unânime)                       | UFC 213: Romero vs. Whittaker              | 08/07/2017 | 3     | 5:00  | Las Vegas, Nevada             |                                                                 |
| Derrota | 28-9 (1)  | Dustin Poirier      | Decisão (majoritária)                   | UFC 208: Holm vs. de Randamie              | 11/02/2017 | 3     | 5:00  | New York, New York            | Luta da Noite.                                                  |
| Vitória | 28-8 (1)  | Thiago Alves        | Decisão (unânime)                       | UFC: 205: Alvarez vs. McGregor             | 12/11/2016 | 3     | 5:00  | New York, New York            | Quebrou o recorde de maior número de vitórias no Peso Leve(17). |
| Vitória | 27-8 (1)  | Joe Lauzon          | Decisão (dividida)                      | UFC on Fox: Maia vs. Condit                | 27/08/2016 | 3     | 5:00  | Vancouver, Colúmbia Britânica | Luta da Noite.                                                  |
| Vitória | 26-8 (1)  | Takanori Gomi       | Nocaute Técnico (socos)                 | UFC 200: Tate vs. Nunes                    | 09/07/2016 | 1     | 2:18  | Las Vegas, Nevada             |                                                                 |
| Derrota | 25-8 (1)  | Diego Sanchez       | Decisão (unânime)                       | UFC 196: McGregor vs. Diaz                 | 05/03/2016 | 3     | 5:00  | Las Vegas, Nevada             |                                                                 |
| Derrota | 25-7 (1)  | Michael Chiesa      | Finalização (mata leão)                 | UFC Fight Night: Namajunas vs. VanZant     | 10/12/2015 | 2     | 2:57  | Las Vegas, Nevada             | Luta da Noite.                                                  |
| Vitória | 25-6 (1)  | Danny Castillo      | Decisão (dividida)                      | UFC on Fox: Dillashaw vs. Barão II         | 25/07/2015 | 3     | 5:00  | Chicago, Illinois             |                                                                 |
| Derrota | 24-6 (1)  | Beneil Dariush      | Decisão (unânime)                       | UFC on Fox: Machida vs. Rockhold           | 18/04/2015 | 3     | 5:00  | Newark, New Jersey            |                                                                 |
| Derrota | 24-5 (1)  | Donald Cerrone      | Nocaute (chute na cabeça)               | UFC Fight Night: Cerrone vs. Miller        | 16/07/2014 | 2     | 3:31  | Atlantic City, New Jersey     |                                                                 |
| Vitória | 24-4 (1)  | Yancy Medeiros      | Finalização Técnica (guilhotina)        | UFC 172: Jones vs. Teixeira                | 26/04/2014 | 1     | 3:18  | Baltimore, Maryland           |                                                                 |
| Vitória | 23-4 (1)  | Fabrício Camões     | Finalização (chave de braço)            | UFC 168: Weidman vs. Silva II              | 28/12/2013 | 1     | 3:42  | Las Vegas, Nevada             |                                                                 |
| NC      | 22-4 (1)  | Pat Healy           | Sem Resultado (resultado mudado)        | UFC 159: Jones vs. Sonnen                  | 27/04/2013 | 3     | 4:02  | Newark, New Jersey            | Luta da Noite; Healy havia vencido, mas foi pego no antidoping. |
| Vitória | 22-4      | Joe Lauzon          | Decisão (unânime)                       | UFC 155: dos Santos vs. Velasquez II       | 29/12/2012 | 3     | 5:00  | Las Vegas, Nevada             | Luta da Noite.Luta do Ano(2012)                                 |
| Derrota | 21-4      | Nate Diaz           | Finalização (guilhotina)                | UFC on Fox: Diaz vs. Miller                | 05/05/2012 | 2     | 4:09  | East Rutherford, New Jersey   |                                                                 |
| Vitória | 21-3      | Melvin Guillard     | Finalização (mata leão)                 | UFC on FX: Guillard vs. Miller             | 20/01/2012 | 1     | 2:04  | Nashville, Tennessee          |                                                                 |
| Derrota | 20-3      | Ben Henderson       | Decisão (unânime)                       | UFC Live: Hardy vs. Lytle                  | 14/08/2011 | 3     | 5:00  | Milwaukee, Wisconsin          |                                                                 |
| Vitória | 20-2      | Kamal Shalorus      | Nocaute Técnico (joelhadas e socos)     | UFC 128: Shogun vs. Jones                  | 19/03/2011 | 3     | 2:15  | Newark, New Jersey            |                                                                 |
| Vitória | 19-2      | Charles Oliveira    | Finalização (chave de joelho)           | UFC 124: St-Pierre vs. Koscheck II         | 11/12/2010 | 1     | 1:59  | Montreal, Quebec              | Finalização da Noite                                            |
| Vitória | 18-2      | Gleison Tibau       | Decisão (unânime)                       | UFC Fight Night: Marquardt vs. Palhares    | 25/09/2010 | 3     | 5:00  | Austin, Texas                 |                                                                 |
| Vitória | 17-2      | Mark Bocek          | Decisão (unânime)                       | UFC 111: St-Pierre vs. Hardy               | 27/03/2010 | 3     | 5:00  | Newark, New Jersey            |                                                                 |
| Vitória | 16-2      | Duane Ludwig        | Finalização (chave de braço)            | UFC 108: Evans vs. Silva                   | 02/01/2010 | 1     | 2:31  | Las Vegas, Nevada             |                                                                 |
| Vitória | 15-2      | Steve Lopez         | TKO (lesão no ombro)                    | UFC 103: Franklin vs. Belfort              | 19/09/2009 | 2     | 0:48  | Dallas, Texas                 |                                                                 |
| Vitória | 14-2      | Mac Danzig          | Decisão (unânime)                       | UFC 100                                    | 11/07/2009 | 3     | 5:00  | Las Vegas, Nevada             |                                                                 |
| Derrota | 13-2      | Gray Maynard        | Decisão (unânime)                       | UFC 96: Jackson vs. Jardine                | 07/03/2009 | 3     | 5:00  | Columbus, Ohio                |                                                                 |
| Vitória | 13-1      | Matt Wiman          | Decisão (unânime)                       | UFC: Fight for the Troops                  | 10/12/2008 | 3     | 5:00  | Fayetteville, North Carolina  | Luta da Noite                                                   |
| Vitória | 12-1      | David Baron         | Finalização (mata leão)                 | UFC 89: Bisping vs Leben                   | 18/10/2008 | 3     | 3:19  | Birmingham                    | Finalização da Noite                                            |
| Vitória | 11-1      | Bart Palaszewski    | Decisão (unânime)                       | IFL: New Jersey                            | 16/05/2008 | 3     | 5:00  | East Rutherford, New Jersey   |                                                                 |
| Vitória | 10-1      | Chris Liguori       | Finalização (guilhotina)                | Ring of Combat 18                          | 07/03/2008 | 2     | 2:22  | Atlantic City, New Jersey     |                                                                 |
| Vitória | 9-1       | Chris Liguori       | Nocaute Técnico (intervenção do médico) | Ring of Combat 17                          | 30/11/2007 | 2     | 5:00  | Atlantic City, New Jersey     |                                                                 |
| Vitória | 8-1       | Nuri Shakir         | Finalização (mata leão)                 | Battle Cage Xtreme 3                       | 20/10/2007 | 3     | 2:17  | Atlantic City, New Jersey     |                                                                 |
| Vitória | 7-1       | Anthony Morrison    | Finalização (triângulo)                 | CFFC 5: Two Worlds, One Cage               | 23/06/2007 | 1     | 4:56  | Atlantic City, New Jersey     | Defendeu o Título do Peso Leve do CFFC.                         |
| Vitória | 6-1       | Al Buck             | Finalização (mata leão)                 | CFFC 4                                     | 13/04/2007 | 1     | 1:58  | Atlantic City, New Jersey     | Ganhou o Título do Peso Leve do CFFC.                           |
| Derrota | 5-1       | Frankie Edgar       | Decisão (unânime)                       | Reality Fighting 14                        | 18/11/2006 | 3     | 5:00  | Atlantic City, New Jersey     | Perdeu o Título do Peso Leve do Realy Fighting.                 |
| Vitória | 5-0       | James Jones         | Finalização (triângulo)                 | Combat in the Cage III                     | 30/09/2006 | 2     | 1:55  | Lincroft, New Jersey          |                                                                 |
| Vitória | 4-0       | Muhsin Corbbrey     | Finalização (chave de braço)            | RF 13: Battle at the Beach                 | 05/08/2006 | 2     | 3:35  | Wildwood, New Jersey          | Ganhou o Título do Peso Leve do Reality Fighting.               |
| Vitória | 3-0       | Joseph Andujar      | Finalização (triângulo de braço)        | Reality Fighting 12                        | 29/04/2006 | 1     | 1:04  | Atlantic City, New Jersey     |                                                                 |
| Vitória | 2-0       | Kevin Roddy         | Finalização (mata leão)                 | Reality Fighting 11                        | 11/02/2006 | 1     | N/A   | Atlantic City, New Jersey     |                                                                 |
| Vitória | 1-0       | Eddie Fyvie         | Decisão (unânime)                       | Reality Fighting 10                        | 19/11/2005 | 2     | 5:00  | Atlantic City, New Jersey     |                                                                 |